# Epidromia tinctifera
Epidromia tinctifera är en fjärilsart som beskrevs av Walker 1858. Epidromia tinctifera ingår i släktet Epidromia och familjen nattflyn. Inga underarter finns listade i Catalogue of Life.